# Tighnabruaich
Tighnabruaich (gael. Taigh na Bruaich) – wieś w zachodniej Szkocji, w jednostce administracyjnej (council area) Argyll and Bute, historycznie w hrabstwie Argyll, położona na półwyspie Cowal, nad cieśniną Kyles of Bute, naprzeciw wyspy Bute. W 2022 roku wraz z sąsiednią wsią Kames liczyła 580 mieszkańców.
Wieś rozwinęła się w XIX wieku. Stanowi ośrodek turystyki, do którego głównych walorów należą pobliskie lasy i punkty widokowe z panoramą na okoliczne wyspy. Znajduje się tu przystań jachtowa.